# Róka Pál
Róka Pál (Budapest, 1877. szeptember 16. – Budapest, 1924. szeptember 24.) magyar tánctanító, író, zeneszerző, koreográfus, akadémiai tanár; tánciskola alapító. Róka Gyula fia.

## Életpályája
Szülei: Róka Gyula (1846–1899) tánctanár és Schütt Etelka voltak. Tanulmányait Róka Gyulánál és Róka Jánosnál végezte el. Később Berlinben tanult tovább. 1911–1914 között a Magyarországi Tánctanítók Egyesületének elnöke volt. 1920–1924 között a Tánctanítók Lapjának szerkesztője volt.
Népszerű társastánctanító, a Színiakadémia és az Országos Színészegyesület iskolájának tanára volt. Számos tánctanítót nevelt. Tíz esztendőn át elnöke a Magyarországi Tánctanítók Egyesületének. Sétapalotás címmel népszerű társastáncot szerkesztett, melynek zenéjét is ő írta.

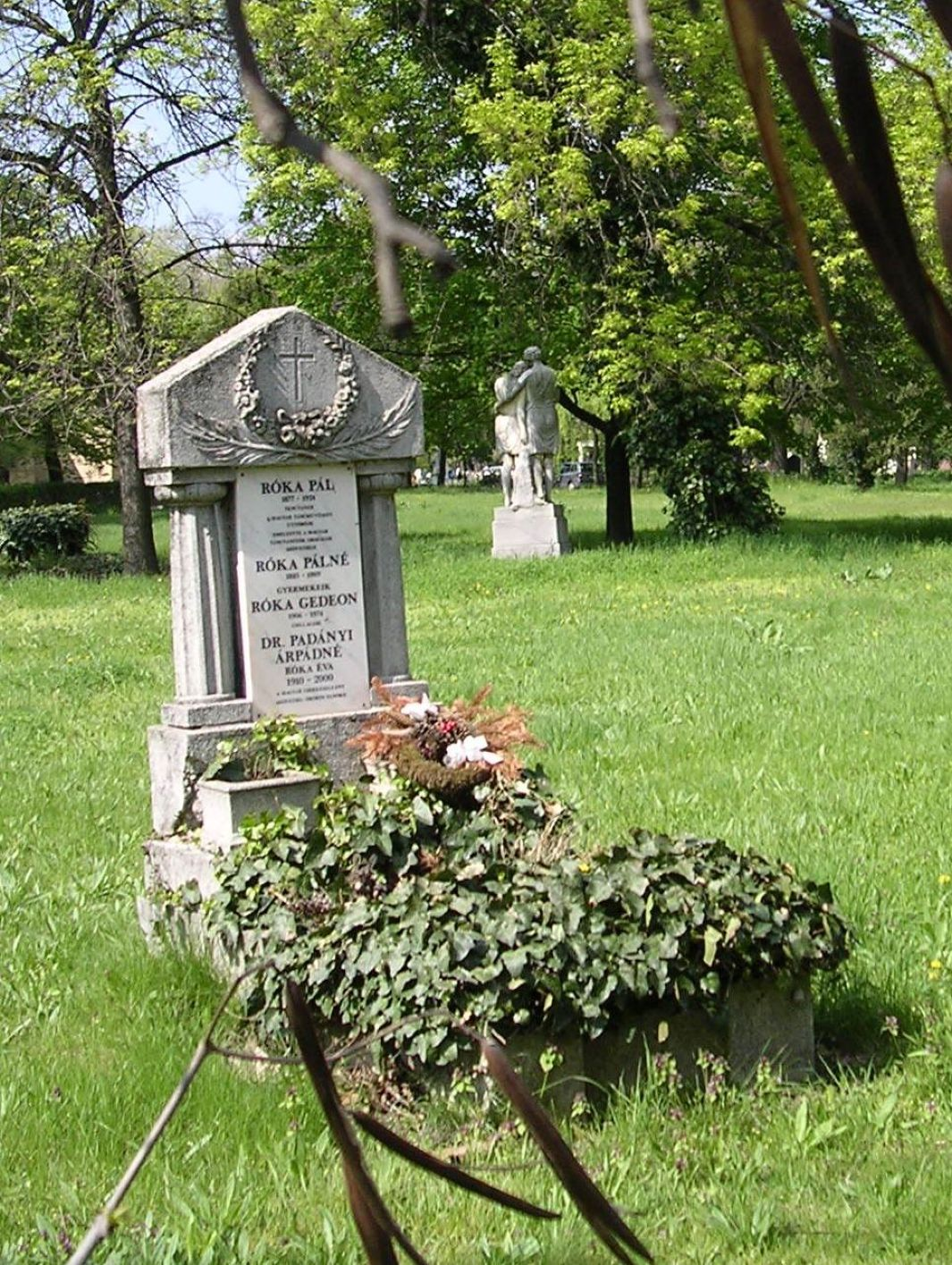
Sírja a Fiumei úti sírkertben (45-1-45)

Sírja a Fiumei úti sírkertben található (45-1-45).

## Magánélete
1905. május 2-án Nagykőrösön házasságot kötött Benkő Irén Annával (1885-1969). Három gyermekük született: Róka Éva (1910–2000) testnevelőtanár, Róka Imre Gedeon (1906-1974) és Róka Róbert.

## Művei
- Magyar Táncművészet tankönyve (Nagykőrös, 1900)
- A bostontánc leírása (Budapest, 1903)
- Három a tánc. A magyar tánc történetének rövid kivonata, A körmagyar és palotás leírása (Nagybánya, 1904)
- Artemis és Endimion (némajáték, Budapest, 1911)
- Gedeon mester kalandja (némajáték, Budapest, 1912)
- Rózsák alatt (tündértánc, Budapest, 1920)
- Klasszikus és ritmikus iskola (Budapest, 1922)
- Színpadi mozgás és szokások (Budapest, 1922)